# 2017年巴布亞紐幾內亞地震
2017年巴布亞紐幾內亞地震發生於2017年1月22日上午4點30分（UTC），地震規模達7.9。至6點39分，太平洋海嘯警報中心確認無海嘯威脅後，解除海嘯警報。布干维尔岛阿拉瓦受到些許損害，布卡則有停電發生。